# 柯尼古耶巴拉村
柯尼古耶巴拉村（波斯語：كهنه گويه بالا），是伊朗吉兰省阿姆拉什县兰库区沙布庫斯拉特鄉的一个村。2006年人口普查顯示該村人口为285人，分佈在80个家庭中。